# Buteur Métayer
Pour les articles homonymes, voir Métayer.
Buteur Métayer (1970-2005) est le chef de gang lors de la rébellion de 2003 et du coup d'État de 2004 à Haïti contre le président Jean-Bertrand Aristide. 
Après l'assassinat de son frère ainé, Amiot Métayer, le 21 septembre 2003, il remplace celui-ci à la tête du mouvement de l'"Armée cannibale". Il accuse le pouvoir d'avoir fait assassiner son frère.
Il renomme l'"Armée cannibale", "Front de la Résistance Révolutionnaire d'Artibonite". Cette organisation rebelle s'empare de la ville des Gonaïves dans le département d'Artibonite au début de l'année 2004. La rébellion gagne du terrain et en février, les villes de Cap-Haïtien, Grand-Goâve, Saint-Marc tombent aux mains des rebelles.
Le 19 février 2004, il se nomme lui-même président des territoires libérés. Il rebaptise son organisation Front pour la Libération et la Reconstruction Nationales.
Après la fuite d'Aristide, le nouveau pouvoir, représenté par Gérard Latortue, vient à Gonaïves rendre hommage à Amiot Métayer et aux membres du Front pour la Libération et la Reconstruction Nationale, salués comme des "combattants de la liberté". 
En juin 2005, Buteur Métayer meurt d'une insuffisance rénale aiguë.